# Théodore Flournoy
Théodore Flournoy (Ginebra, 15 de agosto de 1854-Ginebra, 5 de noviembre de 1920) fue doctor en Medicina y profesor de Filosofía y Psicología fisiológica en la Universidad de Ginebra.

## Biografía
Flournoy estudió un año con Wilhelm Wundt en Leipzig y desde 1891 fue profesor de Psicología en la Universidad de Ginebra. Muy influido por el pragmatismo de William James, escribió libros sobre espiritismo y fenómenos psíquicos. Es más conocido por su estudio De la India al planeta Marte: estudio de un caso de sonambulismo con glosolalía (1899) (Des Indes à la planète Mars, étude sur un cas de somnambulisme avec glossolalie) sobre la médium Helen Smith (o Hélène Smith - un seudónimo de Catherine Muller), quien transmitió información sobre vidas pasadas en estado de trance. Propuso esta información como «novelas de la imaginación subliminal» y un producto de la psique inconsciente.
Flournoy fue contemporáneo de Freud y su obra influyó en el estudio de Carl Gustav Jung de otra médium - su prima Hélène Preiswerk - determinando su propia tesis doctoral en 1902 (Acerca de la psicología y patología de los llamados fenómenos ocultos). Cita textualmente Jung en su autobiografía que "su concepto de la «imagination créatrice» («imaginación creadora»), que me interesaba en especial, la tomé de él". Así mismo tomó "también un caso, concretamente el de Miss Miller. En Wandlungen und Symbole der Libido (Transformaciones y símbolos de la libido) (1912) realicé de él un detallado análisis".

## Publicaciones
- Contribution à l'étude de l'embolie graisseuse, thèse de doctorat en médecine, Strasbourg, 1878.
- Métaphysique et psychologie, Genève, 1890; réédition: L'Harmattan, 2005.
- Des phénomènes de synopsie (audition colorée), Genève et Paris, 1893.
- «Illusions de poids», in Beaunis et Binet, L'Année psychologique, tome 1, brochure, Genève, 1895.
- Observations sur quelques types de réactions simple, brochure, Genève, 1896.
- Notice sur le laboratoire de Psychologie de l'Université de Genève, Genève, 1896.
- «Genèse de quelques prétendus messages spirites», La Revue Philosophique, février 1899, brochure, 1899.
- Des Indes à la planète Mars, étude sur un cas de somnambulisme avec glossolalie, Genève et Paris, 1900; rééditions: Seuil, 1983; L'Harmattan, 2006.
- Nouvelles Observations sur un cas de Somnambulisme, Genève, 1902.
- Esprits et Médiums, Mélanges de Métapsychique et de Psychologie, Paris, 1911.
- La Philosophie de William James, 1 vol., 222 p., St-Blaise, 1911.